# Route coloniale 4
La route coloniale 4, ou RC 4, est une ancienne route d'Indochine qui a eu une importance stratégique majeure pendant la guerre d'Indochine.
Située à l'extrémité nord de l'Indochine (Tonkin) et longeant la frontière avec la Chine sur 200 km, la RC 4 a souvent été l'objet de combats pour les soldats français avec les Pavillons noirs, les Japonais et le Việt Minh.

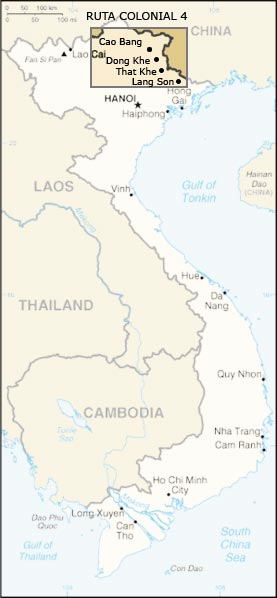
Situation de la RC 4.

Cette route, qui reliait Lào Cai à Móng Cái, permettait le ravitaillement des places fortes de Lang Son, Na Cham, That Khé, Dong Khê et Cao Bang, et permettait les liaisons avec Hanoi, la capitale du Tonkin, via la RC 1. Elle était surnommée « la route sanglante ».
Elle fut le lieu en 1950 de la bataille de la RC 4, qui vit la destruction de nombreuses unités du Corps expéditionnaire français en Extrême-Orient par le Việt Minh.

La route passe par le Col d'Ô Quý Hồ.